# Селегень Галина Василівна
Галина Василівна Селегень (англ. Galina Selegen, 15 лютого 1898, Харківська губернія — 1981, Вашингтон, округ Колумбія, США) — американська вчена — спеціалістка у галузі статистики та демографії, а також літературознавець українського походження.

## Біографія
Місцем народження вказане Тростени у Харківській губернії. Мати була родом з Рязані.
Жила у м. Харків за адресою Садово-Куликовська 16, була дружиною більшовицького активіста Павла Григоровича Канцелярського, який працював у Сибіру, у 1930-ті роки переїхав в Україну, де займався питаннями освіти, помер 1941 р. Як статистик, брала участь у перепису населення 1937 р., велику частину учасників якого репресували за те, що зібрана інформація показала набагато меншу чисельність населення, аніж офіційні цифри.
Під час німецької окупації Харкова працювала заступницею статистичного управління міської управи. Під час відступу німецьких військ разом з матір'ю перебралася до Німеччини, станом на 1945 р. жила у місті Меммінген.
У квітні 1949 р., також разом з матір'ю, з Бремергафена емігрувала до США. Ще до еміграції вона стала важливою інформанткою американського дослідника Френка Лоримера, який вивчав статистику населення СРСР.
У 1950-ті роки співпрацювала з українськими емігрантськими виданнями (ОУН (р)), де публікувала роботи про статистику населення СРСР, причини репресій проти дослідників та про те, як статистика зберігала сліди злочинів радянської влади (репресій, Голодомору). Після влаштування на державну службу США (бюро цензів) на деякий час припиняє публікувати статистичні дослідження, але поновлює наукову роботу на межі 1959—1961 рр. (на ці роки припадає кульмінація її наукових публікацій у цитованих академічних журналах, деякі у співавторстві).
З 1960-х років припиняє співробітництво з українськими виданнями, і натомість долучається до російської еміграції повоєнної хвилі. З цього ж часу займається вивченням російської (у тому числі радянської) літератури і припиняє статистичні дослідження. В 1962 р. отримує ступінь магістра в Університеті Індіани, а в 1967 захищає там докторську дисертацію, одночасно викладає російську мову в цьому університеті. У 1968 році на основі своєї дисертації Селегень публікує монографію, присвячену символізму в російській літературі на прикладі однієї з книг Федора Сологуба.
Померла у м. Вашингтон (столиці США), похована на цвинтарі Рок-Крік.
Її роботи залишалися невідомими і неоціненими в Україні. Знов її ім'я відкрила українська дослідниця О. Юркова, а повністю біографію зміг реконструювати ізраїльський журналіст Марк Тольц; йому допоміг німецький історик російського походження Ігор Петров; йому вдалося знайти низку її неопублікованих рукописів.

## Праці
- Селегень Г. «Белые пятна» советской литературы // Новое русское слово. 13 августа, 3 сентября 1978; цит. за: Патера Т. Обзор творчества и анализ московских повестей Юрия Трифонова. Ann Arbor, 1983. С. 343.
- Селегень Г. Демографічна наука в Україні // Визвольний шлях. 1954. № 1. С. 53-62; № 2. С. 43-54.
- Селегень Г. «Прехитрая вязь» (Символизм в русской прозе: «Мелкий бес» Федора Сологуба). Washington, D.С., 1968.
- Селегень Г. Статистика людності східноукраїнських земель у роках 1926—1939. // Визвольний шлях. 1954. № 3. С. 65-76; № 4. С. 48-61.
- Селегень Г. Третья перепись населения в СССР и причины ее аннулирования (1950) // Hoover Institution Archives. Boris I. Nicolaevsky Collection. Box 412. Folder 44.
- Selegen, G.V. Economic characteristics of the population in the Soviet census questionnaire // Soviet Studies. 1960. Vol. 11. No. 4. P. 353—362.
- Selegen G.V., Petrov V.P. Soviet People versus Population Census // The American Statistician. 1959. Vol. 13. No. 1. P. 14-15.
- Selegen G.V. The First Report on the Recent Population Census in the Soviet Union // Population Studies. 1960. Vol. 14. No. 1. P. 17-27.
- Selegen G.V. Einige weitere Ergebnisse der Sowjetischen Volkszahlung von 1959 // Osteuropa. 1960. Bd. 10. H. 7/8. S. 482—488;
- Selegen G.V. Die Bevölkerung der UdSSR nach den letzten Zahlungsergebnissen // Osteuropa. 1959. Bd. 9. H. 11. S. 713—716.
- Selegen G.V. Changing Features in the Soviet Population Census Programme // Population Studies. 1959. Vol. 13. No. 1. P. 40-45.
- Selegen G., Roof M.K. Begriffe und Methoden russischer Volkszahlungen // Osteuropa. 1958. Bd. 8. H. 2. S. 112—122.
- Selegen G. Vor der neuen Bevölkerungzahlung in der Sowjetunion // Osteuropa. 1958. Bd. 8. H. 10/11. S. 702—705
- Selegen G. Zur Frage der Nationalitätenstatistik in der UdSSR // Osteuropa. 1961. Bd. 11. H. 10. S. 762—766.